# Gran Premi de Bèlgica del 1997
Resultats del Gran Premi de Bèlgica de Fórmula 1 disputat la temporada 1997 al circuit de Spa-Francorchamps el 24 d'agost del 1997.

## Resultats
| Pos | No | Pilot                 | Equip                 | Voltes | Temps / Retirada    | Pos. de sortida | Punts |
| --- | -- | --------------------- | --------------------- | ------ | ------------------- | --------------- | ----- |
| 1   | 5  | Michael Schumacher    | Ferrari               | 44     | 1h 33' 46. 717      | 3               | 10    |
| 2   | 12 | Giancarlo Fisichella  | Jordan - Peugeot      | 44     | + 26.753 s          | 4               | 6     |
| 3   | 4  | Heinz-Harald Frentzen | Williams - Renault    | 44     | + 32.147 s          | 7               | 4     |
| 4   | 16 | Johnny Herbert        | Sauber - Petronas     | 44     | + 39.025 s          | 11              | 3     |
| 5   | 3  | Jacques Villeneuve    | Williams - Renault    | 44     | + 42.103 s          | 1               | 2     |
| 6   | 8  | Gerhard Berger        | Benetton - Renault    | 44     | + 1' 03.741 min.    | 15              | 1     |
| 7   | 2  | Pedro Diniz           | Arrows - Yamaha       | 44     | + 1' 25.931 min.    | 8               |       |
| 8   | 7  | Jean Alesi            | Benetton - Renault    | 44     | + 1' 42.008 min.    | 2               |       |
| 9   | 17 | Gianni Morbidelli     | Sauber - Petronas     | 44     | + 1' 42.582 min.    | 13              |       |
| 10  | 6  | Eddie Irvine          | Ferrari               | 43     | + 1 Volta           | 17              |       |
| 11  | 19 | Mika Salo             | Tyrrell - Ford        | 43     | + 1 Volta           | 19              |       |
| 12  | 23 | Jan Magnussen         | Stewart - Ford        | 43     | + 1 Volta           | 18              |       |
| 13  | 1  | Damon Hill            | Arrows - Yamaha       | 42     | + 2 Voltes          | 9               |       |
| 14  | 20 | Ukyo Katayama         | Minardi - Hart        | 42     | + 2 Voltes          | 20              |       |
| 15  | 14 | Jarno Trulli          | Prost - Mugen - Honda | 42     | + 2 Voltes          | 14              |       |
| DSQ | 9  | Mika Häkkinen         | McLaren - Mercedes    | 44     | Ús de fuel il·legal | 5               |       |
| Ret | 18 | Jos Verstappen        | Tyrrell - Ford        | 25     | Virolla             | 21              |       |
| Ret | 11 | Ralf Schumacher       | Jordan - Peugeot      | 21     | Virolla             | 6               |       |
| Ret | 10 | David Coulthard       | McLaren - Mercedes    | 19     | Virolla             | 10              |       |
| Ret | 21 | Tarso Marques         | Minardi - Hart        | 18     | Virolla             | 22              |       |
| Ret | 22 | Rubens Barrichello    | Stewart - Ford        | 8      | Estabilitat         | 12              |       |
| Ret | 15 | Shinji Nakano         | Prost - Mugen - Honda | 5      | Prob. elèctrics     | 16              |       |

## Altres
- Pole: Jacques Villeneuve 1' 49. 450

- Volta ràpida: Jacques Villeneuve 1' 52. 692 (a la volta 43)